# Anna Ejsmont
Anna Ejsmont, z d. Walczakiewicz (ur. 21 lutego 1971 w Szczecinie) – polska piłkarka ręczna, wielokrotna mistrzyni i reprezentantka Polski, czołowa zawodniczka światowej piłki ręcznej lat 90, grająca na środku rozegrania. Mistrzyni Polski, Hiszpanii i Słowenii.

## Życiorys

### Kariera klubowa
Była wychowanką klubu Pogoń Szczecin, z którym sięgnęła po swoje pierwsze medale mistrzostw Polski – srebrne (1989 i 1990) i złoty (1991). Od 1991 występowała w zespole Start Elbląg, zdobywając z nim kolejne dwa mistrzostwa Polski (1992 i 1994) oraz brązowy medal mistrzostw Polski (1993). Następnie reprezentowała barwy Montexu Lublin, zdobywając cztery razy z rzędu mistrzostwo Polski (1995–1998). W 1998 wyjechała do Hiszpanii, gdzie grała w klubach Ferrobus Mislata Tortajada (1998–2004) i Cementos la Union-Ribarroja (2004–2008), z przerwą wiosną 2005, kiedy to występowała w słoweńskim RK Krim, zdobywając z nim mistrzostwo Słowenii. W 2006 i 2007 została mistrzynią Hiszpanii. W 2008 zakończyła karierę, ale w 2010 niepodziewanie podjęła grę w II-ligowym Vfl Wolfsburg i występowała w nim do 2012.

### Kariera reprezentacyjna
W reprezentacji Polski debiutowała 23 października 1991 w towarzyskim spotkaniu z Austrią. Dwukrotnie wystąpiła w mistrzostwach świata (1993 – 10. miejsce, 1999 – 11. miejsce) i również dwukrotnie w mistrzostwach Europy (1996 – 11. miejsce, 1998 – 5. miejsce). Ostatni raz wystąpiła w tej drużynie w meczu eliminacji mistrzostw Europy 2000 – 14 kwietnia 2000 z Ukrainą. Łącznie w biało-czerwonych barwach wystąpiła 151 razy, zdobywając 543 bramki.

## Nagrody
W 1996 wybrana została najlepszą zawodniczką województwa lubelskiego w plebiscycie „Kuriera Lubelskiego”, a w 1998 zajęła szóste miejsce w plebiscycie czytelników magazynu „World Handball” na najlepszą zawodniczkę świata.